# Winterfylleth
Winterfylleth (Winterfylleþ znamená ve staré angličtině říjen; slovo lze přeložit do novodobé angličtiny i jako Winter Full Moon – zimní úplněk) je britská black metalová kapela založená v roce 2007 v anglickém městě Manchester. Je žánrově blízká další britské kapele Wodensthrone, s níž sdílí stejná témata: anglosaská minulost, pohanství apod.

Nápis Winter Full Moon je i v logu kapely, je vyobrazen runami (ᚹᛁᚾᛏᛖᚱᚠᚢᛚᛚᛗᚩᚩᚾ v anglosaském futhorku). Znamená příchod prvního zimního úplňku, což je obvykle v říjnu. 
Jedním z hudebních vzorů byla ukrajinská black metalová kapela Drudkh, se kterou zrealizovali v roce 2014 společnou split nahrávku Thousands of Moons Ago / The Gates.
V roce 2007 vyšlo první třískladbové demo Rising of the Winter Full Moon, debutové studiové album s názvem The Ghost of Heritage bylo vydáno v roce 2008.

## Diskografie
Dema
- Rising of the Winter Full Moon (2007)

Studiová alba
- The Ghost of Heritage (2008)
- The Mercian Sphere (2010)
- The Threnody of Triumph (2012)
- The Divination of Antiquity (2014)
- The Dark Hereafter (2016)
- The Hallowing of Heirdom (2018)
- The Reckoning Dawn (2020)
- The Imperious Horizon (2024)

Split nahrávky
- Thousands of Moons Ago / The Gates (2014; společně s Drudkh)[1]